# 2019-es salakmotor-világbajnokság
A 2019-es salakmotor-világbajnokság a Speedway Grand Prix éra 25., összességében pedig a széria 74. szezonja volt. Az idény első versenyét Lengyelországban, a Nemzeti Stadionban rendezték május 18-án. A szezon utolsó fordulóját szintén ugyan abban az országban a Motoarena Toruńban tartották meg október 5-én.
Az aranyérmet Bartosz Zmarzlik szerezte meg, aki Jerzy Szczakiel és Tomasz Gollob után a harmadik lengyel, aki megnyerte a bajnokságot.

## Versenyzők
A szezon során összesen 15 állandó versenyző vett részt a versenyeken. A résztvevők a következőképpen tevődtek össze:
- A 2018-as szezon első nyolc helyezettje automatikusan helyet kapott a mezőnyben.[3]
- Az idény előtt megrendezett Grand Prix Challenge három leggyorsabb versenyzője kvalifikálhatott a mezőnybe.[4]
- Az utolsó négy hely sorsáról a bajnokság promótere, a Benfield Sports International döntött, amely a tavalyi szezon eredménye alapján választott.[5]
- A mezőnyt továbbá szabadkártyás és helyettesítő résztvevők, valamint pályatartalékok egészítették ki.[6]

| #                        | Motorversenyző         | Továbbjutás        | Fordulók           |
| Állandó résztvevők       | Állandó résztvevők     | Állandó résztvevők | Állandó résztvevők |
| ------------------------ | ---------------------- | ------------------ | ------------------ |
| 30                       | Leon Madsen            | kiválasztás        | összes             |
| 54                       | Martin Vaculík         | kiválasztás        | összes             |
| 55                       | Matej Žagar            | kiválasztás        | összes             |
| 66                       | Fredrik Lindgren       | automatikus        | összes             |
| 69                       | Jason Doyle            | automatikus        | összes             |
| 71                       | Maciej Janowski        | automatikus        | 2–10               |
| 85                       | Antonio Lindbäck       | kvalifikáció       | 1–6, 8–10          |
| 88                       | Niels-Kristian Iversen | kvalifikáció       | összes             |
| 89                       | Emil Szajfutgyinov     | automatikus        | összes             |
| 95                       | Bartosz Zmarzlik       | automatikus        | összes             |
| 108                      | Tai Woffinden          | automatikus        | 1–2, 5–10          |
| 222                      | Artyom Laguta          | automatikus        | összes             |
| 333                      | Janusz Kołodziej       | kvalifikáció       | összes             |
| 692                      | Patryk Dudek           | kiválasztás        | összes             |
| Szabadkártyás résztvevők |                        |                    |                    |
| 16                       | Bartosz Smektała[a]    |                    | 1                  |
| 16                       | Matic Ivačič           |                    | 2                  |
| 16                       | Václav Milík Jr.[a]    |                    | 3                  |
| 16                       | Oliver Berntzon        |                    | 4                  |
| 16                       | Maksym Drabik          |                    | 5                  |
| 16                       | Jacob Thorssell        |                    | 6                  |
| 16                       | Martin Smolinski       |                    | 7                  |
| 16                       | Charles Wright         |                    | 9                  |
| 16                       | Adrian Miedziński      |                    | 10                 |
| Pályatartalékok          |                        |                    |                    |
| 17                       | Zdeněk Holub           |                    | 3                  |
| 17                       | Kai Huckenbeck         |                    | 7                  |
| Helyettesítő résztvevők  |                        |                    |                    |
| 46                       | Max Fricke             |                    | 1, 3–6             |
| 155                      | Mikkel Michelsen       |                    | 6, 8               |
| 505                      | Robert Lambert         |                    | 1–4, 7–10          |

Megjegyzések:
- Csak azok a helyettesítők és pályatartalékok szerepelnek a listán, akik legalább egy versenyen részt vettek a szezon során.
- Greg Hancock május 2-án bejelentette, hogy visszalép a szezon versenyeiből, hogy a felesége rák elleni harcát támogassa. A bajnokság rendezői támogatták Hancock döntését.[7]
- ↑ a:  Bartosz Smektała és Václav Milík Jr. eredetileg helyettesítő résztvevőként voltak számon tartva, azonban az idény során csak szabadkártyásként vettek részt versenyen.

## Versenynaptár és eredmények
| Forduló | Dátum          | Helyszín               | Győztes            | Második            | Harmadik               | Negyedik               | Listavezető        | Előny |
| ------- | -------------- | ---------------------- | ------------------ | ------------------ | ---------------------- | ---------------------- | ------------------ | ----- |
| 1       | május 18.      | Stadion Narodowy       | Leon Madsen        | Fredrik Lindgren   | Patryk Dudek           | Leon Madsen            | Patryk Dudek       | 1     |
| 2       | június 1.      | Stadion Matije Gubca   | Bartosz Zmarzlik   | Martin Vaculík     | Leon Madsen            | Patryk Dudek           | Bartosz Zmarzlik   | 0     |
| 3       | június 15.     | Markéta Stadium        | Janusz Kołodziej   | Leon Madsen        | Patryk Dudek           | Jason Doyle            | Patryk Dudek       | 0     |
| 4       | július 6.      | HZ Bygg Arena          | Emil Szajfutgyinov | Martin Vaculík     | Maciej Janowski        | Max Fricke             | Emil Szajfutgyinov | 0     |
| 5       | augusztus 3.   | Stadion Olimpijski     | Bartosz Zmarzlik   | Martin Vaculík     | Leon Madsen            | Janusz Kołodziej       | Bartosz Zmarzlik   | 0     |
| 6       | augusztus 17.  | G&B Arena              | Fredrik Lindgren   | Leon Madsen        | Maciej Janowski        | Artyom Laguta          | Leon Madsen        | 6     |
| 7       | augusztus 31.  | Bergring Arena         | Maciej Janowski    | Bartosz Zmarzlik   | Matej Žagar            | Niels-Kristian Iversen | Bartosz Zmarzlik   | 0     |
| 8       | szeptember 7.  | Vojens Speedway Center | Bartosz Zmarzlik   | Matej Žagar        | Fredrik Lindgren       | Emil Szajfutgyinov     | Bartosz Zmarzlik   | 9     |
| 9       | szeptember 21. | Principality Stadium   | Leon Madsen        | Emil Szajfutgyinov | Bartosz Zmarzlik       | Jason Doyle            | Bartosz Zmarzlik   | 7     |
| 10      | október 5.     | Rose Motoarena         | Leon Madsen        | Emil Szajfutgyinov | Niels-Kristian Iversen | Bartosz Zmarzlik       | Bartosz Zmarzlik   | 2     |

## Végeredmény

### Pontrendszer
A résztvevők a teljes forduló során szerezhetnek pontokat, így lehetséges, hogy nem az első helyezett szerzi a legtöbb pontot. A versenyzők a következőképpen szerezhetnek pontokat:
| Pozíció | 1. | 2. | 3. | 4. |
| Pont    | 3  | 2  | 1  | 0  |
| ------- | -- | -- | -- | -- |

| Pozíció | Versenyző              | POL | SVN | CZE | SWE | PL2 | SCA | GER | DEN | GBR | PL3 | Pont |
| ------- | ---------------------- | --- | --- | --- | --- | --- | --- | --- | --- | --- | --- | ---- |
|         | Bartosz Zmarzlik       | 10  | 18  | 8   | 8   | 17  | 8   | 16  | 18  | 15  | 14  | 132  |
|         | Leon Madsen            | 13  | 13  | 14  | 7   | 14  | 14  | 10  | 7   | 17  | 20  | 130  |
|         | Emil Szajfutgyinov     | 6   | 13  | 11  | 17  | 14  | 7   | 10  | 16  | 17  | 15  | 126  |
| 4.      | Fredrik Lindgren       | 15  | 6   | 12  | 10  | 5   | 16  | 9   | 15  | 11  | 7   | 105  |
| 5.      | Martin Vaculík         | 7   | 17  | 4   | 16  | 15  | 9   | 4   | 7   | 9   | 7   | 95   |
| 6.      | Maciej Janowski        | –   | 4   | 7   | 13  | 12  | 15  | 16  | 6   | 7   | 7   | 87   |
| 7.      | Jason Doyle            | 5   | 6   | 12  | 7   | 5   | 7   | 6   | 12  | 13  | 11  | 84   |
| 8.      | Patryk Dudek           | 16  | 12  | 12  | 7   | 8   | 6   | 8   | 3   | 3   | 4   | 79   |
| 9.      | Matej Žagar            | 7   | 6   | 4   | 10  | 3   | 7   | 15  | 13  | 9   | 4   | 78   |
| 10.     | Niels-Kristian Iversen | 14  | 7   | 3   | 8   | 2   | 7   | 13  | 7   | 5   | 11  | 77   |
| 11.     | Artyom Laguta          | 4   | 9   | 9   | 5   | 7   | 16  | 8   | 5   | 6   | 7   | 76   |
| 12.     | Antonio Lindbäck       | 10  | 3   | 4   | 6   | 7   | 8   | –   | 9   | 9   | 7   | 63   |
| 13.     | Tai Woffinden          | 6   | 9   | –   | –   | 6   | 6   | 8   | 11  | 5   | 9   | 60   |
| 14.     | Janusz Kołodziej       | 4   | 7   | 15  | 3   | 15  | 4   | 2   | 0   | 1   | 6   | 57   |
| 15.     | Robert Lambert         | 8   | 7   | 6   | 3   | –   | –   | 4   | 3   | 6   | 2   | 39   |
| 16.     | Max Fricke             | 3   | –   | 13  | 11  | 4   | 5   | –   | –   | –   | –   | 36   |
| 17.     | Mikkel Michelsen       | –   | –   | –   | –   | –   | 9   | –   | 6   | –   | –   | 15   |
| 18.     | Bartosz Smektała       | 10  | –   | –   | –   | –   | –   | –   | –   | –   | –   | 10   |
| 19.     | Oliver Berntzon        | –   | –   | –   | 7   | –   | –   | –   | –   | –   | –   | 7    |
| 20.     | Charles Wright         | –   | –   | –   | –   | –   | –   | –   | –   | 5   | –   | 5    |
| 21.     | Václav Milík           | –   | –   | 4   | –   | –   | –   | –   | –   | –   | –   | 4    |
| 22.     | Maksym Drabik          | –   | –   | –   | –   | 4   | –   | –   | –   | –   | –   | 4    |
| 23.     | Adrian Miedziński      | –   | –   | –   | –   | –   | –   | –   | –   | –   | 4   | 4    |
| 24.     | Matic Ivačič           | –   | 2   | –   | –   | –   | –   | –   | –   | –   | –   | 2    |
| 25.     | Jacob Thorssell        | –   | –   | –   | –   | –   | 2   | –   | –   | –   | –   | 2    |
| 26.     | Martin Smolinski       | –   | –   | –   | –   | –   | –   | 1   | –   | –   | –   | 1    |
| 27.     | Zdeněk Holub           | –   | –   | 0   | –   | –   | –   | –   | –   | –   | –   | 0    |
| 28.     | Kai Huckenbeck         | –   | –   | –   | –   | –   | –   | 0   | –   | –   | –   | 0    |
| Pozíció | Versenyző              | POL | SVN | CZE | SWE | PL2 | SCA | GER | DEN | GBR | PL3 | Pont |

| Szín      | Eredmény                 |
| --------- | ------------------------ |
| Arany     | Győztes                  |
| Ezüst     | 2. helyezett             |
| Bronz     | 3. helyezett             |
| Sötétzöld | 4. helyezett             |
| Zöld      | A középdöntőben kiesett  |
| Fehér     | A selejtezőben kiesett   |
| Piros     | Nem vett részt a futamon |